# Clásica de San Sebastián 1982
La 2º edición de la Clásica de San Sebastián se disputó el 12 de agosto de 1982, por un circuito por Guipúzcoa con inicio y final en San Sebastián, sobre un trazado de 229 kilómetros. 
El ganador de la carrera fue el español Marino Lejarreta, del equipo Teka, que se impuso al esprint a los también españoles  Jesús Rodríguez Magro (Zor-Helios) y Pedro Delgado (Reynolds-Galli), segundo y tercero respectivamente.
Esta sería la segunda victoria de Lejarreta en esta carrera de las tres que acabaría consiguiendo.

## Clasificación final
| Posición | Ciclista              | Equipo                | Tiempo   |
| -------- | --------------------- | --------------------- | -------- |
| 1        | Marino Lejarreta      | Teka                  | 5h54'48" |
| 2        | Jesús Rodríguez Magro | Zor-Helios            | s.t.     |
| 3        | Pedro Delgado         | Reynolds-Galli        | s.t.     |
| 4        | Bernardo Alfonsel     | Teka                  | s.t.     |
| 5        | Ronny Van Holen       | Safir-Concorde        | a 9"     |
| 6        | Antonio Coll          | Teka                  | s.t.     |
| 7        | Bernard Vallet        | La Redoute-Motobecane | s.t.     |
| 8        | Faustino Rupérez      | Zor-Helios            | s.t.     |
| 9        | Federico Echave       | Teka                  | s.t.     |
| 10       | Ismael Lejarreta      | Teka                  | s.t.     |